# Алексеевка (Каховский район)
Алексе́евка (укр. Олексіївка) — село в Верхнерогачикской поселковой общине Каховского района Херсонской области Украины. Находится на левом берегу реки Рогачик.
Население по переписи 2001 года составляло 181 человек. Почтовый индекс — 74431. Телефонный код — 5545. Код КОАТУУ — 6521586005.

## Местный совет
74431, Херсонская обл., Верхнерогачикский р-н, с. Чистополье, ул. Ленина, 2